# Pál
A Pál latin eredetű férfinév, a Paulusból származik, amelynek jelentése: alázatos, szűkös, ritka, kicsi. Női párja: Paula, Paulina

## Rokon nevek
- Pósa:[1] a Pál régi magyar becenevéből önállósult.[3]

## Gyakorisága
Az 1990-es években a Pál ritka, a Pósa szórványos név, a 2000-es években a Pál a 74-98. leggyakoribb férfinév, kivéve 2006-ot, amikor nem szerepelt az első 100-ban. A Pósa a 2000-es években nincs a 100 legnépszerűbb név között.

## Névnapok
- január 15.[2]
- január 18.[2]
- január 25.[2]
- február 10.[2]
- február 22.[2]
- április 1.[2]
- április 28.[2]
- június 26.[2]
- június 29.[2]
- június 30.[2]
- október 19.[2]

## Híres Pálok és Pósák
- A Pál nevet tartalmazó szócikkek a magyar Wikipédián
- A Pósa nevet tartalmazó szócikkek a magyar Wikipédián

## Idegen nyelvi változatai
- Pau (katalán)
- Pablo (spanyol)
- Paolo (olasz)
- Paul (angol, francia, német, román, svéd)
- Paulus (holland)
- Paval, Павал (belarusz)
- Pavel, Павел (belarusz, cseh, orosz)
- Pavlo (ukrán)
- Pavol (szlovák)
- Paweł (lengyel)
- Poul (dán)